# Серия терактов в Париже (1995)
Серия терактов в Париже — серия взрывов в парижском метро и около него, совершённая членами Вооружённой исламской группы. В общей сложности пострадали более 200 человек. Всего тогда было подложено 11 бомб.

## Хронология терактов
- 25 июля — взрывное устройство, сделанное на основе газового баллона, взорвалось на станции Сен-Мишель. Погибло 8 человек, 117 были ранены[2]. В качестве поражающих элементов были использованы гвозди[1].
- 17 августа — в мусорной корзине на станции около Триумфальной арки взорвался газовый баллон. 17 раненых[2].
- 3 сентября — на бульваре Решар-Ленуар в Париже взорвалась бомба. Ранено 4 человека, погибших нет[2].
- 6 октября — в районе станции Мезон Бланш взорвалась бомба. Погибших нет, 13 раненых[2].
- 17 октября — взрыв в поезде метро. Погибших нет, 30 раненых[3].

## Расследование
Лидер группы, Халед Келькал (англ. Khaled Kelkal), погиб во время попытки сопротивления при аресте. Большое количество подозреваемых бежало в Великобританию. Экстрадиция одного из них, Рашида Рамды (англ. Rachid Ramda), продолжалась в течение 10 лет, начиная с 1995 года. Он был выдан Франции 1 декабря 2005 года. 26 октября 2007 Рамда был приговорён к пожизненному заключению.